# Campioni italiani assoluti di atletica leggera indoor - 800 metri piani maschili
Questa pagina raccoglie un elenco di tutti i campioni italiani dell'atletica leggera nei 800 metri piani indoor, specialità introdotta ai campionati italiani assoluti di atletica leggera indoor sin dalla prima edizione del 1970 e attualmente ancora parte del programma della manifestazione.

## Albo d'oro
| Anno | Atleta (società)                                                                     | Prestazione                                                                          |
| ---- | ------------------------------------------------------------------------------------ | ------------------------------------------------------------------------------------ |
| 1970 | Dario Bonetti CUS Ferrara                                                            | 1'51"2(m)                                                                            |
| 1971 | Dario Bonetti CUS Ferrara                                                            | 1'58"2(m)                                                                            |
| 1972 | Claudio Baratto Atletica Vigevano                                                    | 1'53"5(m)                                                                            |
| 1973 | Vittorio Fontanella Centro Sportivo Carabinieri Bologna                              | 1'54"1(m)                                                                            |
| 1974 | Philippe Meyer Francia                                                               | 1'49"9(m)                                                                            |
| 1975 | Marcello Fiasconaro Alco Rieti                                                       | 1'48"9(m)                                                                            |
| 1976 | Keith Francis Stati Uniti                                                            | 1'49"97                                                                              |
| 1977 | Carlo Grippo Fiat Iveco Torino                                                       | 1'46"37                                                                              |
| 1978 | Gabriele Ferrero Centro Sportivo Carabinieri Bologna                                 | 1'49"8a                                                                              |
| 1979 | Carlo Grippo Pro Patria AZ Verde                                                     | 1'51"2(m)                                                                            |
| 1980 | Colomán Trabado Spagna                                                               | 1'49"3(m)                                                                            |
| 1981 | Adorno Corradini Gruppi Sportivi Fiamme Gialle                                       | 1'51"73                                                                              |
| 1982 | Gianni Rizzioli Gruppi Sportivi Fiamme Gialle                                        | 1'51"76                                                                              |
| 1983 | Claudio Castanini CUS Genova                                                         | 1'53"70                                                                              |
| 1984 | Massimo Martelli Pro Patria Pierrel Milano                                           | 1'51"37                                                                              |
| 1985 | Alberto Barsotti Pro Patria Freedent Milano                                          | 1'50"67                                                                              |
| 1986 | Tonino Viali Gruppo Sportivo Fiamme Oro                                              | 1'50"32                                                                              |
| 1987 | Tonino Viali Gruppo Sportivo Fiamme Oro                                              | 1'49"23                                                                              |
| 1988 | Tonino Viali Gruppo Sportivo Fiamme Oro                                              | 1'48"49                                                                              |
| 1989 | Gianni Bruzzi CUS Bologna                                                            | 1'49"13                                                                              |
| 1990 | Questa sezione sull'argomento atletica leggera è ancora vuota . Aiutaci a scriverla! | Questa sezione sull'argomento atletica leggera è ancora vuota . Aiutaci a scriverla! |
| 1991 | Questa sezione sull'argomento atletica leggera è ancora vuota . Aiutaci a scriverla! | Questa sezione sull'argomento atletica leggera è ancora vuota . Aiutaci a scriverla! |
| 1992 | Questa sezione sull'argomento atletica leggera è ancora vuota . Aiutaci a scriverla! | Questa sezione sull'argomento atletica leggera è ancora vuota . Aiutaci a scriverla! |
| 1993 | Questa sezione sull'argomento atletica leggera è ancora vuota . Aiutaci a scriverla! | Questa sezione sull'argomento atletica leggera è ancora vuota . Aiutaci a scriverla! |
| 1994 | Questa sezione sull'argomento atletica leggera è ancora vuota . Aiutaci a scriverla! | Questa sezione sull'argomento atletica leggera è ancora vuota . Aiutaci a scriverla! |
| 1995 | Questa sezione sull'argomento atletica leggera è ancora vuota . Aiutaci a scriverla! | Questa sezione sull'argomento atletica leggera è ancora vuota . Aiutaci a scriverla! |
| 1996 | Questa sezione sull'argomento atletica leggera è ancora vuota . Aiutaci a scriverla! | Questa sezione sull'argomento atletica leggera è ancora vuota . Aiutaci a scriverla! |
| 1997 | Questa sezione sull'argomento atletica leggera è ancora vuota . Aiutaci a scriverla! | Questa sezione sull'argomento atletica leggera è ancora vuota . Aiutaci a scriverla! |
| 1998 | Questa sezione sull'argomento atletica leggera è ancora vuota . Aiutaci a scriverla! | Questa sezione sull'argomento atletica leggera è ancora vuota . Aiutaci a scriverla! |
| 1999 | Questa sezione sull'argomento atletica leggera è ancora vuota . Aiutaci a scriverla! | Questa sezione sull'argomento atletica leggera è ancora vuota . Aiutaci a scriverla! |
| 2000 | Questa sezione sull'argomento atletica leggera è ancora vuota . Aiutaci a scriverla! | Questa sezione sull'argomento atletica leggera è ancora vuota . Aiutaci a scriverla! |
| 2001 | Questa sezione sull'argomento atletica leggera è ancora vuota . Aiutaci a scriverla! | Questa sezione sull'argomento atletica leggera è ancora vuota . Aiutaci a scriverla! |
| 2002 | Questa sezione sull'argomento atletica leggera è ancora vuota . Aiutaci a scriverla! | Questa sezione sull'argomento atletica leggera è ancora vuota . Aiutaci a scriverla! |
| 2003 | Questa sezione sull'argomento atletica leggera è ancora vuota . Aiutaci a scriverla! | Questa sezione sull'argomento atletica leggera è ancora vuota . Aiutaci a scriverla! |
| 2004 | Questa sezione sull'argomento atletica leggera è ancora vuota . Aiutaci a scriverla! | Questa sezione sull'argomento atletica leggera è ancora vuota . Aiutaci a scriverla! |
| 2005 | Questa sezione sull'argomento atletica leggera è ancora vuota . Aiutaci a scriverla! | Questa sezione sull'argomento atletica leggera è ancora vuota . Aiutaci a scriverla! |
| 2006 | Maurizio Bobbato Centro Sportivo Carabinieri                                         | 1'51"76                                                                              |
| 2007 | Maurizio Bobbato Centro Sportivo Carabinieri                                         | 1'51"90                                                                              |
| 2008 | Livio Sciandra Centro Sportivo Aeronautica Militare                                  | 1'48"47                                                                              |
| 2009 | Lukas Rifesser Centro Sportivo Esercito                                              | 1'52"51                                                                              |
| 2010 | Giordano Benedetti Gruppi Sportivi Fiamme Gialle                                     | 1'48"65                                                                              |
| 2011 | Giordano Benedetti Gruppi Sportivi Fiamme Gialle                                     | 1'52"19                                                                              |
| 2012 | Giordano Benedetti Gruppi Sportivi Fiamme Gialle                                     | 1'50"82                                                                              |
| 2013 | Giordano Benedetti Gruppi Sportivi Fiamme Gialle                                     | 1'48"11                                                                              |
| 2014 | Giordano Benedetti Gruppi Sportivi Fiamme Gialle                                     | 1'50"25                                                                              |
| 2015 | Joao Bussotti Atletica Livorno 1950                                                  | 1'50"68                                                                              |
| 2016 | Gabriele Bizzotto CUS Parma                                                          | 1'51"14                                                                              |
| 2017 | Simone Barontini SEF Stamura                                                         | 1'49"40                                                                              |
| 2018 | Simone Barontini SEF Stamura                                                         | 1'49"99                                                                              |
| 2019 | Simone Barontini SEF Stamura                                                         | 1'48"62                                                                              |
| 2020 | Simone Barontini Gruppo Sportivo Fiamme Azzurre                                      | 1'48"41                                                                              |
| 2021 | Simone Barontini Gruppo Sportivo Fiamme Azzurre                                      | 1'47"51                                                                              |
| 2022 | Catalin Tecuceanu Silca Ultralite Vittorio Veneto                                    | 1'48"08                                                                              |
| 2023 | Catalin Tecuceanu Silca Ultralite Vittorio Veneto                                    | 1'45"99                                                                              |